# Gorenje Vrhpolje
Gorenje Vrhpolje este o localitate din comuna Šentjernej, Slovenia, cu o populație de 327 de locuitori.